# Special Group

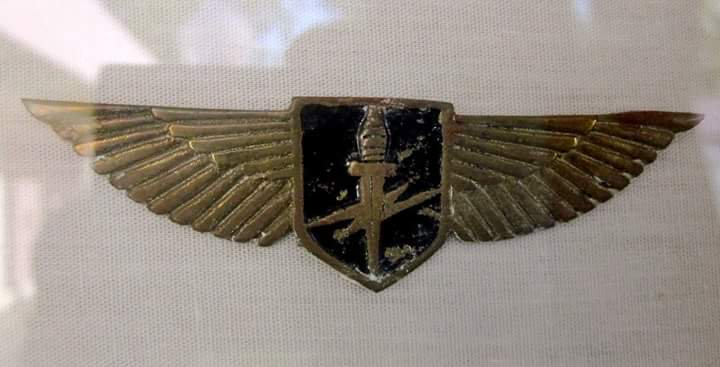
Abzeichen der Special Group

Die Special Group, kurz SG, ist eine militärische Spezialeinheit der Research and Analysis Wing, einem Geheimdienst Indiens. 

## Geschichte
Die Einheit wurde 1981 gegründet. 1983 wurden mehrere Soldaten nach Israel geschickt, um in der Nähe von Tel Aviv einen 22-tägigen Kurs bei den Sayeret Matkal zu besuchen. Dabei musste diese Entsendung geheim bleiben, weil Indien keine diplomatischen Beziehungen mit Israel hatte und auch seine arabischen Partner nicht verärgern wollte. Stationiert ist die Einheit in der Sarsawa Air Force Station und auch in Chakrata. Im Unterschied zu anderen indischen Spezialeinheiten werden die Aspiranten ausschließlich aus indischstämmigen Mitgliedern des Indischen Heers rekrutiert.